# Albert Dufour von Féronce

Albert Dufour von Féronce, links, mit Eric Drummond, 7. Earl of Perth, rechts (1932)

Carl Heinrich Albert Freiherr Dufour von Féronce (bis 1932 Dufour-Féronce; * 14. Mai 1868 in London; † 3. Februar 1945 in Berlin) war ein deutscher Diplomat und Untergeneralsekretär des Völkerbundes.

## Leben
Albert Dufour von Féronce war der Sohn des Leipziger und Londoner Großkaufmanns Ferdinand Dufour-Féronce (1835–1889) und seiner Ehefrau Maria Victoire geb. Lampe († 1896). Sein Großvater väterlicherseits war der Leipziger Unternehmer und Bankier Albert Dufour-Féronce (1798–1861), sein Großvater mütterlicherseits der Leipziger Unternehmer und Kunstmäzen Carl Lampe (1804–1889). Beide Großväter waren als Mitbegründer der Leipzig-Dresdner Eisenbahn-Compagnie Pioniere des Eisenbahnwesens.
Der Kaufmann und Miteigentümer der Firmen seines Großvaters Carl Lampe (E. Sachse & Co. Fabrik ätherischer Öle Leipzig und Liesing bei Wien sowie Brückner, Lampe & Co. Drogen en gros Berlin Leipzig Hamburg) wechselte 1919 als Referent der Außenhandelsstelle des Auswärtigen Amts in den diplomatischen Dienst. 1920 wurde er Geheimer Legationsrat in der deutschen Botschaft in London, 1922 Botschaftsrat und 1923 Gesandter. Im Jahr 1926 erfolgte seine Versetzung in den einstweiligen Ruhestand. Von 1927 bis 1932 war er Untergeneralsekretär des Völkerbundes. 1932 war er nochmals Gesandter in Belgrad, bis er 1933 in den Ruhestand versetzt wurde.
Sein Urgroßvater Jacques Ferdinand Dufour-Féronce war im Jahr 1816 vom sächsischen König in den erblichen Freiherrenstand erhoben worden. Weil sich Urgroßvater und Großvater Handelsgeschäften widmeten, erbat Jacques Ferdinand Dufour-Féronce für sich und seinen Sohn das Recht, den Titel nicht zu verwenden. Da der Adelstitel offenbar bedeutsam für eine Karriere im diplomatischen Dienst war, nahm Dufour-Féronce 1932 als erster in der Familie den Namen „Freiherr Dufour von Féronce“ an. Da die Rechtslage bezüglich des Erlöschens des Titels bei Nichtgebrauch nicht eindeutig war, holte das Auswärtige Amt bei der sächsischen Regierung ein Rechtsgutachten ein. Daraufhin wurde die Berechtigung zum Führen dieses Namens Carl Heinrich Albert Freiherr Dufour von Féronce, seiner Ehefrau Freifrau respektive und Adoptivtochter Freiin respektive am 16. Juli 1932 erteilt.
Albert Dufour von Féronce war seit dem 11. Oktober 1892 verheiratet mit Sophie Pauline, geb. Meyer (* 30. März 1873 in Leipzig; † 1964), der Tochter des Mathematikprofessors Adolph Mayer (1839–1908) und Schwester des Bankiers und Teilhabers des Bankhauses Meyer & Co. Christian Adolph Meyer (1874–1946). Da das Ehepaar kinderlos war, adoptierte es die beiden Kinder Paul Gustav Moritz Cäsar (* 19. September 1895; gefallen 1916) und Anna Hedwig (* 16. Januar 1899). Sophie Dufour von Féronce übergab 1953 die Korrespondenz der Familie Dufour-Féronce seit dem Jahre 1777 an das Stadtarchiv Leipzig.